# Vodno (hrib)
Vodno (makedonsko Водно) je srednje visok hrib na severu Severne Makedonije. Leži jugozahodno od središča Skopja, na južnem robu Skopske kotline. 
Najvišja točka je vrh Krstovar, 1066 m. Na njem so leta 2002 postavili enega najvišjih križev na svetu, Milenijski križ, visokega 66 m. Vodno je del gorske verige Jakupica, ki se razteza do središča Severne Makedonije.
Zaradi bližine mesta je priljubljen reakreativno-turističen cilj. Do vrha, na katerem je planinski dom, peljejo številne planinske poti in kolesarska pot. Od leta 2011 na vrh Vodna oz. do Milenijskega križa pelje žičnica. Do začetne postaje, ki je na sredini hriba, je speljana asfaltirana cesta. 
Vznožje hriba je pozidano, to je najbolj elitno skopsko naselje. Tu so republiške in veleposlaniške rezidence. Na pol poti do vrha, proti zahodu v vasi Gorno Nerezi, je cerkev sv. Pantelejmona, ki slovi po freskah iz 12. stoletja.

## Hidrografija
Vodno ima heterogeno hidrografsko mrežo: potoke, slapove, izvire. Številne potoke pastirji uporabljajo za napajanje koz in za zalivanje divjega kostanja. Vodno ima dve vrsti prelomov:
- Arterijska
- Izvirska voda

Objekti, ki so na višji nadmorski višini, uporabljajo arterijsko podzemno vodo, objekti, ki so na nižji nadmorski višini, pa izvirsko vodo. Voda je bakteriološko in kemično čista.
Vodno ima manjši slap, ki je visok 15 metrov in je bolj aktiven spomladi, ko se tali snežna odeja.

## Rastlinstvo
Od vegetacije na planini Vodno najdemo listopadne in zimzelene rastline. Od listavcev najdemo divji kostanj, lipo, hrast itd.
Zimzelene rastline so v večjem številu sorodne listopadnim. Od zimzelenih rastlin najdemo bor z obeh strani gore. V manjšem številu sta brin in pušpan.

## Živalstvo
- Male živali: jerebica, zajec, lisica, veverica, kuna, kača, manjše ptice in žuželke.
- Večje živali: merjasec, volk, jelen.

## Rekreacijski turizem
Na planini Vodno je ena najbolj impresivnih destinacij slap Prskalo. Obstaja pa še veliko drugih znamenitosti in aktivnosti.
Ena izmed njih je vas Dolno Sonje, ki je ena najlepših znamenitosti okoli hrba. Majhna vasica, ki je nastala na pobočju gore, je bila v preteklosti poseljena z lokalnimi lovci. V zadnjem času zaradi bližine prestolnice in čistega zraka, lepe okolice in srednjeveških cerkva privablja Skopčane, ki imajo tukaj počitniško hišo ali so se tu za stalno preselili.
Poleg tega je pohod od Srednjega Vodna (557 m) do vrha Krstovar (1066 m), kjer stoji Milenijski križ, postal zelo privlačna prostočasna dejavnost. Povečanje zanimanja za to dejavnost je mogoče pripisati odprtju avtobusne linije, ki omogoča povratne vožnje od središča mesta Skopje do Srednjega Vodna, kot tudi razpoložljivosti žičnice od Srednjega Vodna do vrha Krstovar.
Od leta 2011 deluje gondolska žičnica, ki omogoča lažji vzpon do Milenijskega križa. Žičnica vključuje 28 navadnih gondol za osem oseb in dve VIP gondoli za štiri osebe. Vlečnica se začne na Srednjem Vodnu in konča pri Milenijskem križu. Trasa je dolga 1750 m, vožnja traja 6–8 minut.
Hrib Vodno nudi odlične pogoje za razvoj gorskega in cestnega kolesarstva. Gozdne poti zelo pogosto uporabljajo gorski kolesarji, ki jih delijo skupaj s planinci pod geslom »Delimo se in spoštujemo«. Vrh hriba Vodno, Krstovar, je dosegljiv z dveh strani. S severne strani po asfaltni cesti, ki se začne pri osnovni šoli Kocho Racin in je dolga 11,6 kilometrov. Ta cesta ima skupno višinsko razliko 770 metrov, s povprečnim naklonom 6,6 %. S te ceste je lep razgled na mesto in kraje, specializirane za počitek, tako imenovane razgledne točke. Najbolj strm del se začne za mestom imenovanim Otroško letovišče'. Na tej cesti poteka cestna kolesarska dirka v sklopu prireditve Prvi na vrh. Južni pristop na vrh se začne v vasi Dolno Sonje in poteka po široki asfaltirani makadamski cesti. Ta cesta je dolga 7,9 kilometra in ima skupno višinsko razliko 390 metrov s povprečnim naklonom 4,9 %. S te ceste je čudovit razgled na južna pobočja Vodnega in Mokro planino z vrhom Solunske glave. To cesto zaradi vrste podlage uporabljajo predvsem gorski kolesarji.